# Тане Наумов
Тане Наумов (24 лютого 1910, Долно Которі, Флорина, Грецька Македонія, Османська імперія — 27 квітня 1977, Битола, Югославія) — партизан, комуніст, учасник Народно-визвольної боротьби в Грецькій Македонії та Громадянської війни в Греції, Громадянської війни в Іспанії.

## Життєпис
Тане Наумов народився 24 лютого 1910 року у селі Долно Которі, Флорина, Грецька Македонія, тодішня Османська імперія. У 1912 році втратив батька та діда, що загинули під час Першої балканської війни. Ця втрата змусила Тане піти працювати ще у малому віці.
У 1933 році Наумов увійшов до складу Комуністичної партії Греції. Після початку диктатури Іоанніса Метаксаса у 1936 році разом з багатьма іншими комуністами Греції виїхав до Панами.
У 1937 році прибув до Іспанії. Тоді Наумов взяв участь у Громадянській війні в Іспанії на боці республіканців. Спочатку він працював на торгових суднах, постачав спорядження та зброю до Республіканської Іспанії. Згодом приєднався до піхотних підрозділів армії.
На початку 1939 року в результаті поразки республіканців Наумов покинув Іспанію та емігрував до Франції. Там він підтримував Комуністичну партію Франції та працював на шахті Босон. У 1942 році Тане був ув'язнений німецьким гестапо у таборі Рош-Рум в Німеччині. У 1943 році переведений до міста Пирот (Болгарія, нині — Сербія), звідки втік і в травні того ж року повернувся до рідного села.
Повернувшись на батьківщину, приєднався до Народно-визвольної армії Греції та був призначений організаційним секретарем Соровицької області. Під час Громадянської війни у Греції став членом Генерального управління Народно-визвольного фронту.
Після поразки Демократичної армії Греції у 1949 році переїхав до Албанії, згодом у тому ж році емігрував до Польщі. Там був засуджений за «тітоїзм». Після смерті Сталіна був помилуваний у 1954 році. У 1956 році Наумов повернувся до Югославії, одразу ж був затриманий у Скоп'є та згодом відпущений. До кінця життя разом з родиною проживав у Битолі. Помер 27 квітня 1977 року.